# Glenns Ferry
Glenns Ferry é uma cidade localizada no estado americano de Idaho, no Condado de Elmore.

## Demografia
Segundo o censo americano de 2000, a sua população era de 1611 habitantes.
Em 2006, foi estimada uma população de 1395, um decréscimo de 216 (-13.4%).

## Geografia
De acordo com o United States Census Bureau tem uma área de
4,5 km², dos quais 4,5 km² cobertos por terra e 0,0 km² cobertos por água. Glenns Ferry localiza-se a aproximadamente 783 m acima do nível do mar.

## Localidades na vizinhança
O diagrama seguinte representa as localidades num raio de 48 km ao redor de Glenns Ferry.